# گوگوسان
گوگوسان (به لاتین: Gogosan) یک کوه در کره جنوبی است که در کره جنوبی واقع شده‌است. گوگوسان ۸۵۳٫۶ متر بالاتر از سطح دریا واقع شده‌است.